# Propulsion par fusion nucléaire

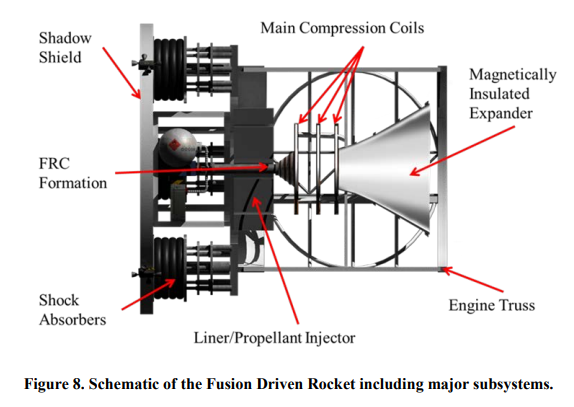
Schéma d'une fusée à fusion par la NASA.

La propulsion par fusion nucléaire est une conception théorique de fusée propulsée par un réacteur à fusion nucléaire qui pourrait fournir une accélération efficace et soutenue dans l'espace sans avoir besoin de transporter une grande quantité de carburant. Le concept nécessite une technologie de fusion au-delà des capacités actuelles, ainsi que des fusées beaucoup plus grandes et plus complexes que les fusées actuelles.
La propulsion nucléaire pulsée à base de fusion est une des approches qui permettrait d'utiliser l'énergie de fusion nucléaire pour assurer la propulsion.
Le principal avantage de la fusion est son impulsion spécifique très élevée, permettant d'embarquer une très faible masse de combustible. Son principal inconvénient est la masse importante du réacteur lui-même. Un autre avantage est qu'une fusée à fusion produirait moins de radiation qu'une fusée à fission, ce qui permettrait de réduire la masse du blindage nécessaire. Le moyen le plus simple pour construire une fusée à fusion est d'utiliser des bombes à hydrogène comme proposé dans le projet Orion, mais un tel engin spatial serait massif. De plus, le traité d'interdiction partielle des essais nucléaires n'autoriserait pas l'utilisation de telles bombes. Pour cette raison, les fusées à base de bombes nucléaires seraient probablement limitées à fonctionner uniquement dans l'espace. Une autre approche utilise la propulsion électrique (par exemple ionique) avec de l'énergie électrique générée par fusion au lieu d'une poussée utilisant directement la chaleur produite.

## Production d'électricité ou poussée directe
Les méthodes de propulsion pour engins spatiaux tels que les propulseurs ioniques nécessitent de l'énergie électrique pour fonctionner, mais ils sont très efficaces. Dans certains cas, leur poussée est limitée par la quantité de puissance qui peut être générée (comme c'est le cas pour la catapulte électromagnétique). Un générateur électrique fonctionnant à l'énergie de fusion pourrait donc propulser un tel engin spatial. Un inconvénient est que la production d'électricité conventionnelle nécessite un puits d'énergie à basse température pour condenser le fluide actionnant les générateurs, ce qui est difficile à envisager dans le cas d'un engin spatial du fait de la masse d'un tel puits thermique. Une solution serait la conversion directe de l'énergie cinétique des produits de fusion en électricité, ce qui atténuerait le problème.
Une possibilité intéressante consiste à diriger directement les particules produites par la fusion vers l'arrière de la fusée pour fournir une poussée sans production intermédiaire d'électricité. Cette technique serait plus facile en utilisant certaines méthodes de confinement (telles que celle des miroirs magnétiques) qu'avec d'autres (telles que les tokamaks). Elle est également plus attractive dans le cas de combustibles aneutroniques. Par exemple, des atomes d'hélium 3 (isotope de l'hélium comportant deux protons et un neutron) pourraient être fusionnés avec du deutérium (isotope de l'hydrogène comportant un proton et un neutron) dans un réacteur. L'énergie qui en résulte est libérée sous forme d'énergie cinétique des produits de fusion. Ces derniers pourraient être directement expulsée d'une tuyère à l'arrière du vaisseau spatial. L'hélium 3 est proposé comme source d'énergie pour les engins spatiaux principalement en raison de son abondance sur la Lune, où les scientifiques estiment que 1 million de tonnes d'hélium 3 sont accessibles. Dans le cas de la réaction deutérium-tritium (DT), seulement 20 % de la puissance produite par la réaction de fusion pourrait être utilisée de cette manière, car les 80 % restants sont libérés sous forme de neutrons qui, parce qu'ils ne peuvent pas être dirigés par des champs magnétiques ou par des parois solides, seraient difficiles à diriger vers la tuyère. L'hélium 3 est produit par désintégration bêta du tritium, qui peut être lui-même produit à partir du deutérium, du lithium ou du bore.
Même s'il n'est pas possible de produire un système autonome de fusion, il pourrait être également possible d'utiliser la fusion pour augmenter l'efficacité d'un autre mode de propulsion, tel que dans le cas du moteur VASIMR.

## Confinement

### Confinement magnétique
Pour entretenir des réactions de fusion, le plasma doit être confiné, c'est-à-dire qu'il doit être maintenu dans un volume restreint et à une température élevée. La configuration la plus étudiée pour la production d'énergie sur Terre est celle du tokamak, une forme de fusion par confinement magnétique. Actuellement, les tokamaks sont d'énormes machines qui rendent le rapport poussée / poids inacceptable pour la propulsion spatiale. Le centre de recherche Glenn de la NASA a proposé un réacteur torique sphérique à petit rapport de forme pour sa conception du véhicule « Discovery II », qui pourrait envoyer une charge utile de 172 tonnes vers Jupiter en 118 jours (ou 212 jours vers Saturne). Le combustible serait composé de 861 tonnes d'hydrogène et de 11 tonnes de carburant de fusion (Hélium 3 + Deutérium). L'hydrogène est chauffé par les débris du plasma de fusion afin d'augmenter la poussée, au prix d'une vitesse d'éjection de la tuyère réduite (entre 348 et 463 km/s) et donc une masse propulsive accrue.

### Confinement inertiel
La principale alternative au confinement magnétique est le confinement inertiel (en anglais : Inertial confinement fusion, ou ICF), telle que proposé par le projet Daedalus. Une petite capsule de combustible (d'un diamètre de quelques millimètres) est portée aux conditions de fusion par un faisceau d'électrons ou par un laser. Pour produire une poussée directe, un champ magnétique constitue la plaque de poussée. En principe, la réaction entre l'hélium 3 et le deutérium, ou toute autre réaction de fusion aneutronique, pourrait être utilisée pour maximiser l'énergie emportée par les particules chargées et pour minimiser le rayonnement, mais la faisabilité technique de ces réactions est douteuse. Les deux concepts détaillés dans les années 1970, le propulseur Orion et le projet Daedalus, utilisaient le confinement inertiel. Dans les années 1980, le laboratoire national Lawrence Livermore et la NASA ont étudié un « véhicule pour les applications de transport spatial interplanétaire » (en anglais : Vehicle for Interplanetary Space Transport Applications, ou VISTA) alimenté par ICF. Le vaisseau spatial conique VISTA pourrait délivrer une charge utile de 100 tonnes sur l'orbite de Mars et revenir sur Terre en 130 jours, ou sur l'orbite de Jupiter et revenir en 403 jours. 41 tonnes de combustible de fusion deutérium-tritium (DT) seraient nécessaires, ainsi que 4 124 tonnes d'hydrogène propulsif. La vitesse d'éjection de la tuyère serait de 157 km/s.

### Cible magnétisée
La fusion à cible magnétisée (en anglais : Magnetized target fusion, ou MTF) est une approche relativement nouvelle qui combine les meilleures caractéristiques des approches plus largement étudiées de fusion par confinement magnétique (procurant un bon confinement de l'énergie) et de fusion par confinement inertiel (procurant un chauffage par compression efficace et un confinement du plasma sans paroi). Comme pour l'approche magnétique, le combustible de fusion est confiné à faible densité par des champs magnétiques alors qu'il est chauffé pour se transformer en plasma. Mais comme dans le cas de l'approche par confinement inertiel, la fusion est initiée en compressant rapidement la cible pour augmenter considérablement la densité du combustible et sa température. MTF utilise des « canons à plasma » (c'est-à-dire des techniques d'accélération électromagnétique) au lieu de lasers puissants, ce qui conduit à des réacteurs compacts à faible coût et de faible poids. Le groupe d'exploration humaine des planètes extérieures (en anglais : Human Outer Planets Exploration, ou HOPE) du centre MSFC de la NASA a enquêté sur un engin spatial à propulsion MTF avec équipage capable de délivrer une charge utile de 164 tonnes sur Callisto, une des lunes de Jupiter, en utilisant entre 106 et 165 tonnes de propulseur (hydrogène propulsif et combustible de fusion DT ou 3He-D) et un voyage de 249 à 330 jours. Cette conception serait donc considérablement plus petite et plus économe en carburant en raison de sa vitesse d'éjection de la tuyère plus élevée (700 km/s) que celle des concepts Discovery II et VISTA mentionnés précédemment.

### Confinement inertiel électrostatique
Un autre concept de confinement intéressant pour les fusées à fusion est le confinement inertiel électrostatique (en anglais : inertial electrostatic confinement, ou IEC), tel qu'utilisé par le fusor Farnsworth-Hirsch ou sa variante Polywell en cours de développement par Energy-Matter Conversion Corporation (EMC2). L'Université de l'Illinois a proposé son système Fusion Ship II de 500 tonnes, capable de délivrer 100 tonnes de charge utile avec équipage vers Europe, une des lunes de Jupiter, en 210 jours. Fusion Ship II utilisera des moteurs ioniques (vitesse d'éjection de la tuyère : 343 km/s) alimenté par dix réacteurs à fusion 3He-D de type IEC. Le concept nécessiterait 300 tonnes de propulseur argon pour un aller-retour d'un an vers Jupiter. Robert Bussard a publié une série d'articles techniques traitant de son application aux vols spatiaux tout au long des années 1990. Son travail a été popularisé par un article dans la publication Analog Science Fiction and Fact, où Tom Ligon décrivait comment le fusor fournissait une solution très efficace pour une fusée propulsée par fusion.

### Antimatière
Une conception encore plus spéculative est la propulsion nucléaire pulsée catalysée par antimatière (en), qui utiliserait de l'antimatière pour catalyser des réactions de fission et de fusion, ce qui permettrait de créer des explosions de fusion beaucoup plus petites. Au cours des années 1990, un effort avorté avait été mené à l'Université d'État de Pennsylvanie sous le nom d'AIMStar. Le projet nécessiterait plus d'antimatière que nous sommes capables d'en produire. De plus, certains obstacles techniques doivent être surmontés avant que cela ne soit réalisable.